# Reichenbachfallen
Reichenbachfallen är en serie vattenfall i Reichenbach, en biflod till floden Aare, i kommunen Schattenhalb nära orten Meiringen i Berner Oberland i centrala Schweiz. Fallens totalhöjd är 250 meter. Det övre fallet har en höjd på 90 meter fritt fall, vilket gör det till en av de högsta katarakterna i Alperna. 
Reichenbachfallet är känt främst genom att det är skådeplatsen för slutscenen i Sherlock Holmes-novellen "Det sista problemet", då Holmes och hans ärkefiende professor Moriarty här slåss på liv och död, och Sherlock Holmes i novellen antas ha störtat till döden i fallet.
Man kan ta sig till fallen med bergbanan Reichenbachfall-Bahn, på stationen finns en minnesplakett som hedrar Sherlock Holmes, i närliggande Meiringen finns dessutom ett Sherlock Holmes-museum.

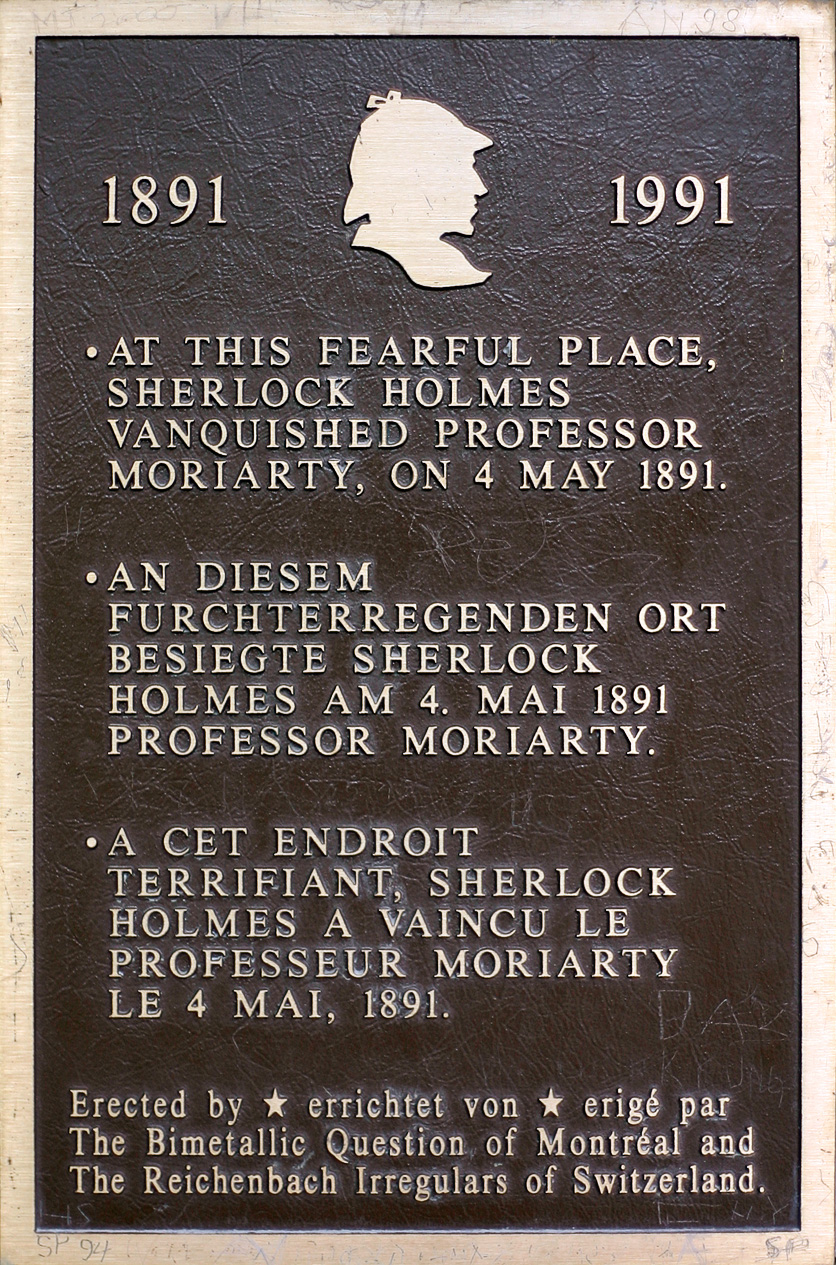
Holmes-plaketten vid Reichenbachfallet.
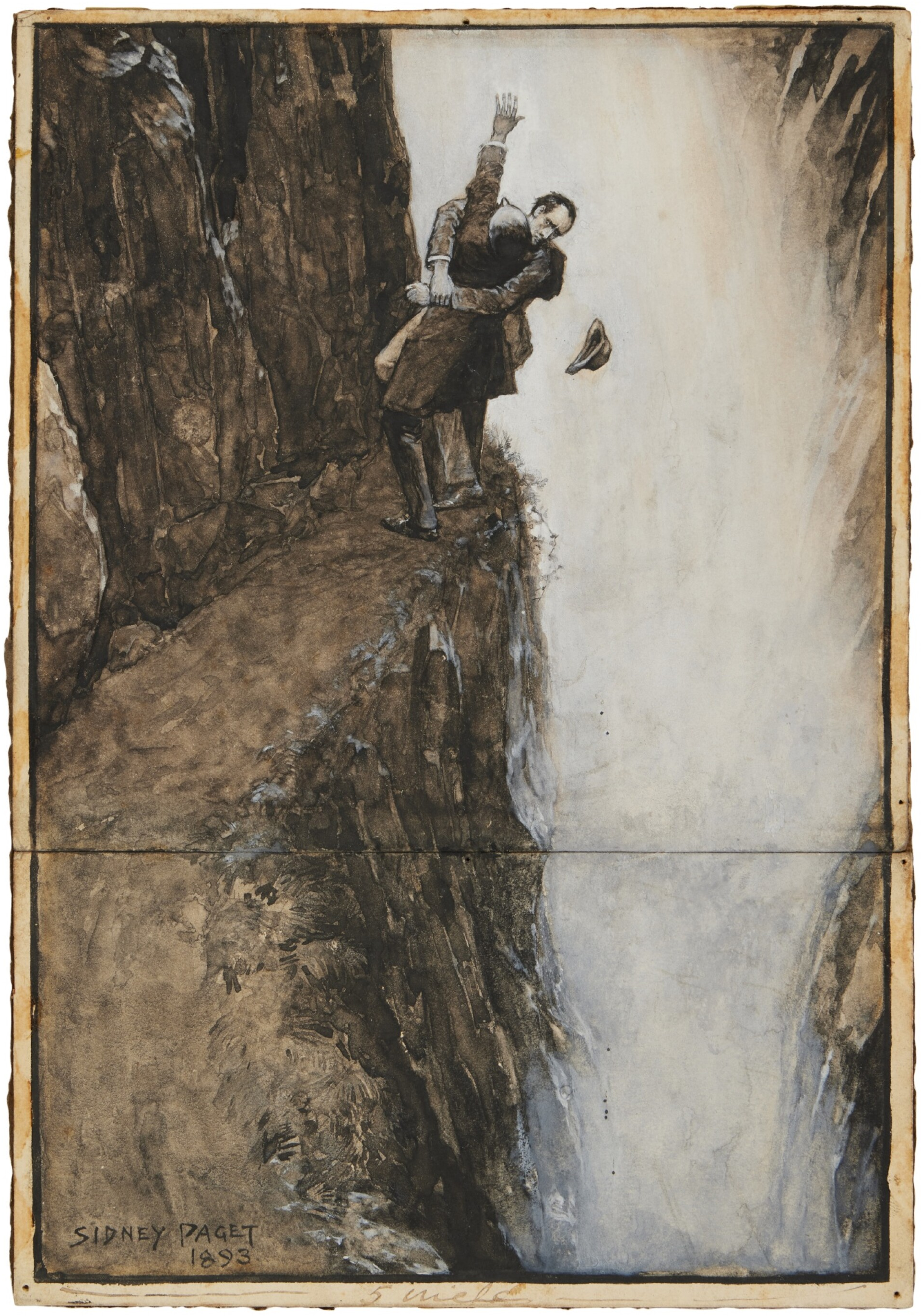
Holmes och Moriarty vid Reichenbachfallet. Illustration av Sidney Paget.